# Halowe Mistrzostwa Europy w Lekkoatletyce 2023 – bieg na 3000 m mężczyzn
Bieg na 3000 metrów mężczyzn – jedna z konkurencji biegowych rozgrywanych podczas halowych lekkoatletycznych mistrzostw Europy w hali Ataköy Arena w Stambule.
Tytuł mistrzowski z 2021 obronił Jakob Ingebrigtsen.

## Terminarz
| Data    | Godzina |            |
| ------- | ------- | ---------- |
| 4 marca | 10:00   | Eliminacje |
| 5 marca | 20:00   | Finał      |

## Rekordy
Tabela prezentuje halowy rekord świata, rekord Europy w hali, rekord halowych mistrzostw Europy, a także najlepsze osiągnięcia w hali na świecie i w Europie w sezonie 2023 przed rozpoczęciem mistrzostw.
|                                               | Zawodnik      | Wynik   | Miejsce | Data                |
| --------------------------------------------- | ------------- | ------- | ------- | ------------------- |
| Rekord świata                                 | Lamecha Girma | 7:23,81 | Liévin  | 15 lutego 2023(dts) |
| Rekord Europy                                 | Mohamed Katir | 7:24,68 | Liévin  | 15 lutego 2023(dts) |
| Rekord mistrzostw Europy                      | Ali Kaya      | 7:38,42 | Praga   | 7 marca 2015(dts)   |
| Najlepszy wynik na świecie w 2023 roku (hala) | Lamecha Girma | 7:23,81 | Liévin  | 15 lutego 2023(dts) |
| Najlepszy wynik w Europie w 2023 roku (hala)  | Mohamed Katir | 7:24,68 | Liévin  | 15 lutego 2023(dts) |

## Wyniki

### Eliminacje
Awans: 6 najlepszych z każdego biegu (Q) oraz 3 z najlepszymi czasami wśród przegranych (q).
| Poz. | Bieg | Zawodnik           | Reprezentacja      | Czas           | Uwagi |
| ---- | ---- | ------------------ | ------------------ | -------------- | ----- |
| 1.   | 2    | Elzan Bibić        | Serbia             | 7:50,21        | Q     |
| 2.   | 2    | Adel Mechaal       | Hiszpania          | 7:50,69        | Q     |
| 3.   | 2    | James West         | Wielka Brytania    | 7:50,73        | Q     |
| 4.   | 2    | Darragh Mcelhinney | Irlandia           | 7:51,11        | Q     |
| 5.   | 2    | Charles Grethen    | Luksemburg         | 7:51,30 (,296) | Q     |
| 6.   | 2    | Simon Sundström    | Szwecja            | 7:51,30 (,300) | Q,    |
| 7.   | 2    | Robin Hendrix      | Belgia             | 7:51,32        | q     |
| 8.   | 2    | Mike Foppen        | Holandia           | 7:51,61        | q     |
| 9.   | 2    | Magnus Tuv Myhre   | Norwegia           | 7:52,47        | q,    |
| 10.  | 2    | Mattia Padovani    | Włochy             | 7:54,31        | SB    |
| 11.  | 1    | Jakob Ingebrigtsen | Norwegia           | 7:56,57        | Q,    |
| 12.  | 1    | Bastien Augusto    | Francja            | 7:56,71        | Q     |
| 13.  | 1    | Sam Parsons        | Niemcy             | 7:57,18        | Q     |
| 14.  | 1    | Tim Verbaandert    | Holandia           | 7:57,28        | Q     |
| 15.  | 1    | Jack Rowe          | Wielka Brytania    | 7:57,29        | Q     |
| 16.  | 1    | Emil Danielsson    | Szwecja            | 7:57,45        | Q     |
| 17.  | 1    | John Heymans       | Belgia             | 7:57,87        |       |
| 18.  | 1    | Pietro Riva        | Włochy             | 7:58,89        |       |
| 19.  | 1    | Joel Ibler Lillesø | Dania              | 8:00,48        |       |
| 20.  | 1    | Dario Ivanovski    | Macedonia Północna | 8:17,93        |       |

### Finał
| Poz. | Zawodnik           | Reprezentacja   | Czas    | Uwagi |
| ---- | ------------------ | --------------- | ------- | ----- |
| 01 ! | Jakob Ingebrigtsen | Norwegia        | 7:40,32 | NR    |
| 02 ! | Adel Mechaal       | Hiszpania       | 7:41,75 | SB    |
| 03 ! | Elzan Bibić        | Serbia          | 7:44,03 |       |
| 4.   | Darragh Mcelhinney | Irlandia        | 7:44,72 | PB    |
| 5.   | Charles Grethen    | Luksemburg      | 7:46,65 |       |
| 6.   | Tim Verbaandert    | Holandia        | 7:47,24 |       |
| 7.   | Sam Parsons        | Niemcy          | 7:48,01 |       |
| 8.   | James West         | Wielka Brytania | 7:48,22 |       |
| 9.   | Jack Rowe          | Wielka Brytania | 7:48,32 |       |
| 10.  | Robin Hendrix      | Belgia          | 7:50,46 |       |
| 11.  | Mike Foppen        | Holandia        | 7:50,95 |       |
| 12.  | Magnus Tuv Myhre   | Norwegia        | 7:51,30 | PB    |
| 13.  | Simon Sundström    | Szwecja         | 7:52,54 |       |
| 14.  | Bastien Augusto    | Francja         | 8:20,60 |       |
| 15 ! | Emil Danielsson    | Szwecja         | DNF     |       |